# حيازة الأسلحة بشكل غير قانوني
الحيازة غير المشروعة للأسلحة هي امتلاكهم -بشكل غير قانوني- في منزل الشخص أو في ممتلاكاته الخاصة أو في ملابسه  ، وفي ذلك انتهاك للقواعد المتعلقة بالموضوع.

## الخصائص العامة
الانضباط يختلف اختلافًا كبيرًا من بلد إلى آخر، وخاصة بالنسبة لأسلحة نارية. على سبيل المثال: ففي بعض البلدان ينطوي حفظ سلاح قانونيًا على واجبات يتعين على صاحبها الالتزام بها تمامًا، وبناءً على التصريح الذي لديك من الممكن أن يكون لديك عدد محدود من الأسلحة -الطويلة والقصيرة- ويجب الاحتفاظ بها في أماكن مناسبة (أماكن آمنة، ولكن ليس بالضرورة خزانات خاصة)، علاوة على ذلك يجب أن يقتصر الحامل على الاحتفاظ بعدد معين من الذخيرة، عادة ما تُنتهك هذه العوامل عندما يتعلق الأمر بحيازة الأسلحة النارية بشكل غير قانوني، وفي بعض الحالات قد يكون عدد الأسلحة والذخيرة أكبر من الحدود التي يحددها القانون.

## في العالم

### أستراليا
في أستراليا يخضع الموضوع للمادة 36 من قانون الأسلحة.

### ألمانيا
نتيجة لمعاهدة فرساي حظرت ألمانيا حيازة الأسلحة حتى في أماكن السكن الخاصة وفرضت إيصالها على مواطنيها. استمر هذا التشريع من عام 1919 حتى 1928.

### إيطاليا
الكتاب الثالث الباب الثاني الفصل الأول من قانون Zanardelli الذي تحكمه المواد 460 إلى 470 موضوع الغرامات المتعلقة بالأسلحة. المادة 468 يُعاقب على احتجاز مجموعة من الأسلحة -عدد لا يقل عن عشرين- باعتقاله فترة لا تقل عن ثلاثة أشهر، في حين أنه لم ينظم حيازة أسلحة بسيطة .في قانون العقوبات الإيطالي لعام 1930، يعاقب طبقاً للمادة 697 حيازة الأسلحة بشكل غير قانوني
«يعاقب أي شخص يحمل أسلحة أو ذخيرة دون أن يتقدم بطلب حيازة سلاح إلى السلطة، ويعاقب بالحبس لمدة تصل إلى إثني عشر شهراً أو بغرامة تصل إلى سبعمائة وعشرين ألفًا، كل من لديه معلومات تفيد بوجود أسلحة أو ذخيرة في مكان يقيم فيه أو يفشل في إبلاغ السلطات به يعاقب بالحبس لمدة تصل إلى شهرين أو بغرامة تصل إلى خمسمائة ألف ليرة».
وهكذا أشارت النقابة إلى مفهوم الاحتجاز غير القانوني:
«من أجل تكوين جريمة الحيازة غير المشروعة لسلاح مدفع مشترك من الضروري وجود علاقة مستقرة للموضوع مع الشيء، حيث أن مفهوم الاحتجاز بطبيعته يعني ضمناً تدني العلاقة المادية بين صاحب التسجيل وما هو محتجز والحد الأدنى من توافر الأصول حسب الموضوع»
إلى جانب قانون العقوبات الإيطالي توجد أحكام أخرى حول هذا الموضوع مثل القانون الموحد بشأن الأمن العام، قانون 2 أكتوبر 1967 م. 895 («ترتيبات مراقبة الأسلحة») تنص على تشديد القاعدة ثلاثة أضعاف العقوبات المنصوص عليها في قانون العقوبات على الانتهاكات للمعايير المتعلقة بالأسلحة، وقد ثبت أيضًا أن الاعتقال لا يمكن أن يكون أقل من ثلاثة أشهر.
كما أن حمل الأسلحة الآلية (مع القدرة على إطلاق النار في رشقات نارية) غير قانوني مثل العبث بالأسلحة أو تعديلها لإضافة مجلات ذات قدرات أكبر أو في حالة الأسلحة الطويلة، كما أن تقصير البرميل أو قضبان بندقية لجعل السلاح أكثر قابلية للإدارة، وبالتالي أسهل أيضًا للاختباء غير قانونياً، لا يوجد حد على أسلحة الصيد التي يمكن حملها. الذخيرة ذات الصلة من ناحية أخرى في حالة خراطيش بيليه يمكن أن تصل إلى 1500 قطعة كحد أقصى.
أخيرًا حتى تعميمات وزارة الداخلية يمكن أن تكون مصادر لأحكام معينة خاصة تلك التفسيرية.

### سويسرا
لقد اتبعت سويسرا أسلوبًا خاصًا جدًا في حمل الأسلحة منذ زمن بعيد، علاوة على ذلك فهي الدولة الوحيدة التي يقوم المواطن فيها كجزء من الخدمة العسكرية، بإحضار سلاحه العسكري إلى منزله. لكن مع انضمامها إلى معاهدة شنغن لم تقدم سويسرا لوائح بشأن حيازة الأسلحة اعتبارًا من 1 ديسمبر 2008.

### النرويج
يخضع الموضوع لقانون الأسلحة النارية لعام 1963.

### الولايات المتحدة الأمريكية
في الولايات المتحدة الأمريكية يكون للحق في حمل الأسلحة في منزل المرء أهمية بارزة بموجب دستور الولايات المتحدة الأمريكية.